# 喜暗鮠
喜暗鮠，為輻鰭魚綱鯰形目鱨科的其中一種，為熱帶淡水魚類，分布於亞洲婆羅洲Kayan河流域，體長可達9公分，棲息在森林覆蓋、砂石底質的溪流底層水域，生活習性不明。